# Eldamar
Eldamar is een fictief gebied dat voorkomt in de Silmarillion van J.R.R. Tolkien.
Eldamar, wat Woonplaats van de elfen betekent, ligt in het oosten van Aman, de Onsterfelijke Landen. Nadat de Valar de bergrug de Pelóri hadden opgeworpen was Valinor bijna geheel van de rest van Aman en daarmee de gehele wereld Arda afgesloten. Om de elfen echter de mogelijkheid te laten behouden tussen Valinor, waar naast de Valar ook de Vanyarijnse elfen woonden en Eldamar te reizen was een pas gemaakt in de Pelóri: de Calacirya.
Eldamar bestond uit het kustgebied van Aman ten oosten van de Calacirya en het eiland Tol Eressëa, een eiland dat in de Baai van Eldamar, waarmee de elfen vanuit Beleriand naar Aman waren gebracht voordat het eiland verankerd was in de Baai. In het noorden van Eldamar lag de havenstad Alquelonnë, waar de Teleri woonden die niet in Midden-aarde waren achtergebleven en tussen de Calacirya en de kust lag de stad Tirion, waar eerst de Vanyar en later de Noldor woonden.